# Breiðablik UBK
El Breiðablik ungmennafélag (en español: Club Juvenil Breiðablik) es un club polideportivo islandés de la ciudad de Kópavogur, fundado en 1950 que tiene equipos en las disciplinas de fútbol, baloncesto, atletismo, kárate, danza, esquí y balonmano. El equipo de fútbol disputa sus partidos como local en el estadio Kópavogsvöllur y juega en la Úrvalsdeild, la primera división islandesa. En 2010 conquistó su primer título de liga.

## Historia
Fue fundado el 12 de abril de 1950 y su nombre proviene de la Mitología Nórdica que significa la casa de Baldur y su apodo representa el brillo de las estrellas del firmamento.
Su primer partido oficial lo sostuvieron el 12 de junio de 1957 y lo perdieron 0-1 ante el Þróttur Reykjavík. Pasaron gran parte de su historia en las divisiones bajas de Islandia hasta que lograron el ascenso a la Úrvalsdeild por primera vez en el año 1971.
Ha pasado entre la primera y segunda división desde entonces hasta su última promoción actual en el 2006, ganado su primer título importante en el año 2009 con la Copa de Islandia y un año después ganaron la Úrvalsdeild, año en que compitieron en UEFA por primera vez.
En el año 2023 están compitiendo en la UEFA Conference League.

## Jugadores

### Jugadores destacados
| Nombre                      | Edad    | Equipo Actual     | Puesto | Seleccionado nacional |
| Aron Jóhannsson             | 34 años | AZ Alkmaar        | DEL    | 2013–                 |
| Kristinn Jónsson            | 34 años | Breiðablik        | DEL    | 2013–                 |
| Elfar Freyr Helgason        | 36 años | Breiðablik        | DEF    | 2011–                 |
| Alfreð Finnbogason          | 36 años | SC Heerenveen     | DEL    | 2010                  |
| Gylfi Sigurðsson            | 35 años | Tottenham Hotspur | MED    | 2010–                 |
| Gunnar Örn Jónsson          | 40 años | Stjarnan          | MED    | 2010                  |
| Guðmundur Kristjánsson      | 36 años | IK Start          | MED    | 2009–                 |
| Arnór Sveinn Aðalsteinsson  | 39 años | Hønefoss BK       | VOL    | 2009–                 |
| Steinþór Freyr Þorsteinsson | 40 años | Sandnes Ulf       | MED    | 2009–                 |
| Jóhann Berg Guðmundsson     | 34 años | AZ Alkmaar        | DEL    | 2008–                 |
| Guðmann Þórisson            | 38 años | FH Hafnarfjörður  | DEF    | 2008                  |
| Marel Jóhann Baldvinsson    | 44 años | Retirado          | DEL    | 2001-2008             |
| Kjartan Antonsson           | 48 años | Retirado          | DEF    | 2001                  |
| Þórhalldur Hinriksson       | 48 años | Retirado          | MED    | 2000 - 2001           |
| Kristófer Sigurgeirsson     | 53 años | Retirado          | MED    | 1994                  |
| Arnar Grétarsson            | 53 años | Retirado          | MED    | 1991 - 2004           |
| Sigurjón Kristjánsson       | 63 años | Retirado          | DEL    | 1982                  |
| Trausti Ómarsson            | 62 años | Retirado          | MED    | 1982                  |
| Ómar Rafnsson               | 63 años | Retirado          | MED    | 1982 - 1983           |
| Ólafur Björnsson            | 66 años | Retirado          | DEF    | 1981 - 1984           |
| Sigurður Grétarsson         | 63 años | Retirado          | DEL    | 1980 - 1992           |
| Hinrik Þórhallsson          | 71 años | Retirado          | DEL    | 1976 - 1980           |
| Einar Þórhallsson           | 73 años | Retirado          | DEF    | 1976                  |

### Más Apariciones
| #  | Nombre                     | Periodo | Apariciones | Goles |
| -- | -------------------------- | ------- | ----------- | ----- |
| 1  | Olgeir Sigurgeirsson       | 2003–   | 273         | 40    |
| 2  | Árni Kristinn Gunnarsson   | 1998–10 | 257         | 18    |
| 3  | Hákon Sverrisson           | 1990–04 | 250         | 9     |
| 4  | Arnar Grétarsson1          | 1988–09 | 249         | 47    |
| 5  | Þór Hreiðarsson            | 1967-81 | 203         | 51    |
| 6  | Finnur Orri Margeirsson    | 2008–   | 194         | 3     |
| 7  | Guðmundur H. Jónsson       | 1960-73 | 190         | 2     |
| 8  | Kristján Óli Sigurðsson    | 1999–07 | 189         | 40    |
| 9  | Arnór Sveinn Aðalsteinsson | 2003–11 | 183         | 10    |
| 10 | Kristinn Jónsson           | 2007–   | 174         | 12    |

1- Arnar Grétarsson jugó en el club en 2 periodos: 1988–96 y 2006–10

- Fuente:[2]

### Más Goles
| #  | Nombre                | Periodo | Apariciones | Goles |
| -- | --------------------- | ------- | ----------- | ----- |
| 1  | Guðmundur Þórðarson   | 1965–74 | 47          | 79    |
| 2  | Jón Ingi Ragnarsson   | 1958–69 | 144         | 77    |
| 3  | Jón Þórir Jónsson1    | 1985–99 | 160         | 69    |
| 4  | Kjartan Einarsson     | 1996–04 | 166         | 59    |
| 5  | Ívar Sigurjónsson     | 1996–03 | 168         | 59    |
| 6  | Sigurður Grétarsson2  | 1979–00 | 130         | 55    |
| 7  | Þór Hreiðarsson       | 1967–81 | 203         | 51    |
| 8  | Arnar Grétarsson3     | 1988–09 | 249         | 47    |
| 9  | Grétar Kristjánsson   | 1957–68 | 113         | 45    |
| 10 | Kristinn Steindórsson | 2007–11 | 129         | 44    |

1-Jón Þórir Jónsson estuvo en 2 periodos: 1985–94 y 1998–99

2-Sigurður Grétarsson estuvo en 2 periodos: 1979–83 y 1998–2000

3-Arnar Grétarsson estuvo en 2 periodos: 1988–96 y 2006–10

- Fuente:[2]

### Equipo 2025

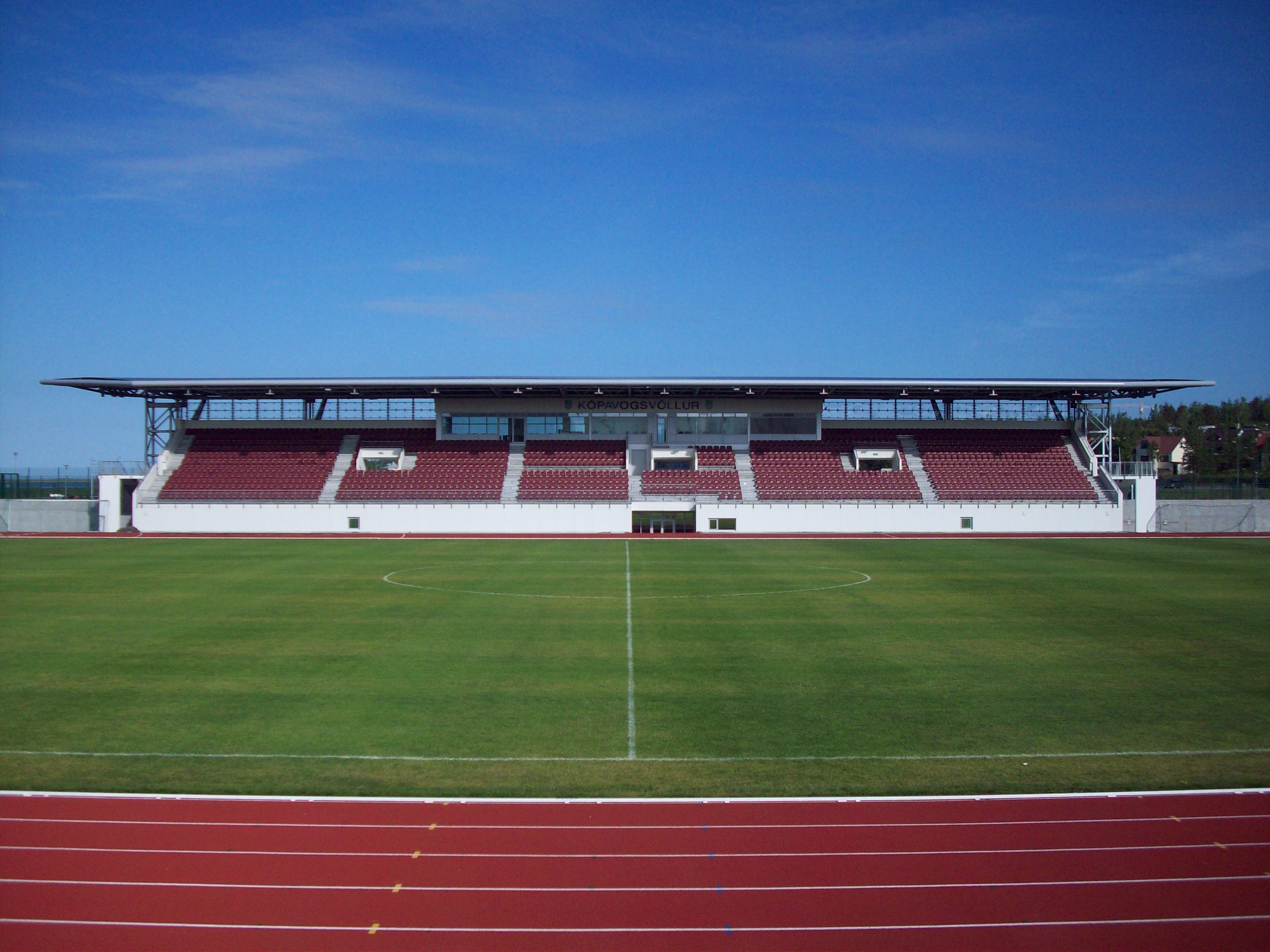
Kópavogsvöllur

## Palmarés

### Ligas
- Úrvalsdeild (3): 2010, 2022, 2024
- 1. deild karla (6): 1970, 1975, 1979, 1993, 1998, 2005

### Copas
- Copa de Islandia (1): 2009
  - Subcampeón (2): 1971, 2018
- Supercopa de Islandia (2): 2023, 2025
  - Subcampeón (3): 2010, 2011, 2022
- Copa de la Liga de Islandia (4): 2013, 2015, 2024
  - Subcampeón (3): 1996, 2009, 2010, 2014

### Récords
- Mayor victoria en torneos de liga: 13–0 v HK, 1. deild karla 1999
- Peor derrota en torneos de liga: 1–10 v ÍA, Úrvalsdeild 1973

## Participación en competiciones de la UEFA
| Temporada | Torneo                        | Ronda              | Club                | Casa | Visita | Global      |
| --------- | ----------------------------- | ------------------ | ------------------- | ---- | ------ | ----------- |
| 2010–11   | UEFA Europa League            | 2° Clasificatoria  | Motherwell          | 0–1  | 0–1    | 0–2         |
| 2011–12   | UEFA Champions League         | 2° Clasificatoria  | Rosenborg           | 2–0  | 0–5    | 2–5         |
| 2013–14   | UEFA Europa League            | 1° Clasificatoria  | FC Santa Coloma     | 4–0  | 0–0    | 4–0         |
| 2013–14   | UEFA Europa League            | 2° Clasificatoria  | Sturm Graz          | 0–0  | 1–0    | 1–0         |
| 2013–14   | UEFA Europa League            | 3° Clasificatoria  | Aktobe              | 1–0  | 0–1    | 1–1 (1–2 p) |
| 2016–17   | UEFA Europa League            | 1° Clasificatoria  | Jelgava             | 2–3  | 2–2    | 4–5         |
| 2019–20   | UEFA Europa League            | 1° Clasificatoria  | Vaduz               | 0–0  | 1–2    | 1–2         |
| 2020–21   | UEFA Europa League            | 1° Clasificartoria | Rosenborg           | 2–4  | 2–4    | 2–4         |
| 2021–22   | UEFA Europa Conference League | 1° Clasiticatoria  | Racing Luxembourg   | 3–2  | 2–0    | 5–2         |
| 2021–22   | UEFA Europa Conference League | 2° Clasificatoria  | Austria Wien        | 2–1  | 1–1    | 3–2         |
| 2021–22   | UEFA Europa Conference League | 3° Clasificatoria  | Aberdeen            | 2–3  | 1–2    | 3–5         |
| 2022–23   | UEFA Europa Conference League | 1° Clasificatoria  | UE Santa Coloma     | 4–1  | 1–0    | 5–1         |
| 2022–23   | UEFA Europa Conference League | 2° Clasificatoria  | Budućnost Podgorica | 2–0  | 1–2    | 3–2         |
| 2022–23   | UEFA Europa Conference League | 3° Clasificatoria  | İstanbul Başakşehir | 1–3  | 0–3    | 1–6         |
| 2023–24   | UEFA Champions League         | Preliminar         | Tre Penne           | 7–1  | 7–1    | 7–1         |
| 2023–24   | UEFA Champions League         | Preliminar         | Budućnost Podgorica | 5–0  | 5–0    | 5–0         |
| 2023–24   | UEFA Champions League         | 1° Clasificatoria  | Shamrock Rovers     | 2–1  | 1–0    | 3–1         |
| 2023–24   | UEFA Champions League         | 2° Clasificatoria  | Copenhagen          | 0–2  | 3–6    | 3−8         |
| 2023–24   | UEFA Europa League            | 3° Clasificatoria  | Zrinjski Mostar     | 1–0  | 2–6    | 3−6         |
| 2023–24   | UEFA Europa Conference League | Playoff            | Struga              | 1–0  | 1–0    | 2–0         |
| 2023–24   | UEFA Europa Conference League | Grupo B            | Gent                | 2–3  | 0–5    | 4° Lugar    |
| 2023–24   | UEFA Europa Conference League | Grupo B            | Maccabi Tel Aviv    | 1–2  | 2–3    | 4° Lugar    |
| 2023–24   | UEFA Europa Conference League | Grupo B            | Zorya Luhansk       | 0–1  | 0–4    | 4° Lugar    |
| 2024–25   | UEFA Conference League        | 1° Clasificatoria  | Tikvesh             | 3–1  | 2–3    | 5–4         |
| 2024–25   | UEFA Conference League        | 2° Clasificatoria  | Drita               | 1–2  | 0–1    | 1–3         |
| 2025-26   | Liga de Campeones de la UEFA  | 1° Clasificatoria  | K. S. Egnatia       | 5–0  | 0–1    | 5-1         |
| 2025-26   | Liga de Campeones de la UEFA  | 2° Clasificatoria  | Lech Poznań         |      | 1-7    | 1-7         |